# 901

## Nașteri
- dată necunoscută: Indulf al Scoției  (d. 962)
- dată necunoscută: Dirk al II-lea de Olanda  (d. 988)
- dată necunoscută: Ulric Manfred al II-lea de Torino  (d. 1034)
- dată necunoscută: Pandulf al II-lea de Benevento  (d. 1014)
- dată necunoscută: Manso I de Amalfi  (d. 1004)
- dată necunoscută: Manfred I de Torino  (d. 1000)
- dată necunoscută: Bonifaciu de Bologna  (d. 1011)
- dată necunoscută: Ioan al II-lea de Gaeta  (d. 963)
- dată necunoscută: Ioan al IV-lea de Gaeta  (d. 1012)
- dată necunoscută: Ioan al III-lea de Gaeta  (d. 1008)
- dată necunoscută: Gerberga de Lotharingia Inferioară  (d. 1018)

## Decese
- 18 februarie: Thabit ibn Qurra, matematician, fizician, astronom și traducător arab din epoca de aur a islamului (n. 836)

- Guaimar I, principe longobard de Salerno din 880 (n.c. 855)